# Saltford
Saltford är en ort och civil parish i Storbritannien.   Den ligger i kommunen Bath and North East Somerset och riksdelen England, i den södra delen av landet, 160 km väster om huvudstaden London. Saltford ligger 44 meter över havet och antalet invånare är 4 245.
Terrängen runt Saltford är huvudsakligen platt, men österut är den kuperad. Runt Saltford är det tätbefolkat, med 493 invånare per kvadratkilometer. Närmaste större samhälle är Bristol, 11,2 km nordväst om Saltford. Trakten runt Saltford består i huvudsak av gräsmarker.